# Шарль-Арман-Рене де Ла-Тремуйль
Шарль-Арман-Рене де Ла-Тремуй, іноді Тремуйль (фр. Charles Armand René de La Trémouille, фр. Charles Armand René de La Trémoille; 14 січня 1708, Париж — 23 травня 1741, там само) — французький аристократ, офіцер та член Французької академії.

## Біографія

### Походження та кар'єра
Шарль-Арман-Рене де Ла-Тремуй походив з дому Ла-Тремуй і був онуком письменниці мадам де Лафаєтт. Від свого батька він успадкував титули герцога Туара і пера Франції, президента Бретані, а в 1719 році — першого камергера короля. Провів дитинство з молодшим на два роки королем Людовиком XV. 1728 року він став полковником піхотного полку, у 1731—1741 роках служив у знаменитому Шампанському полку. Брав участь у бойових діях на півночі Італії. 1741 року став губернатором регіону Іль-де-Франс.

### Французька академія та рання смерть
Ла Тремуй писав мадригали та «балетні вірші». Надавав фінансову підтримку поетові П'єру-Шарлю Руа. 1738 року Ла Тремуай у віці 30 роківбув обраний до Французької Академії (крісло № 9).
1725 року він одружився зі своєю двоюрідною сестрою Марі-Ортанс-Віктуар-де-ла-де-Тур-де-Буйон, яка була на чотири роки старшою за нього. Коли 1741 року дружина захворіла на віспу, він віддано доглядав її, врешті заразився сам і помер у віці 32 років, а його дружина пережила хворобу.